# Agathe Ngani
Agathe Georgette Ngani, née le 26 mai 1992 à Obala, est une footballeuse internationale camerounaise évoluant au poste de milieu de terrain au FC Lorient.

## Carrière

### Carrière en club
Agathe Ngani évolue en faveur du Scorpion du Moungo, de l'AS Locomotive de Yaoundé, et des Louves Minproff de Yaoundé. Elle rejoint lors de l'été 2016 le FC Lorient où elle reste une saison.
En octobre 2022, après deux saisons d'inactivité, elle s'engage une nouvelle fois pour une saison au FC Lorient.

### Carrière en sélection
Elle dispute avec l'équipe du Cameroun féminine la Coupe du monde 2015, ainsi que la Coupe d'Afrique des nations 2016, perdue face au Nigeria.
Lors du mondial organisé au Canada, elle joue un match contre la Suisse.